# Jan-Žižka-Geburtsstätte

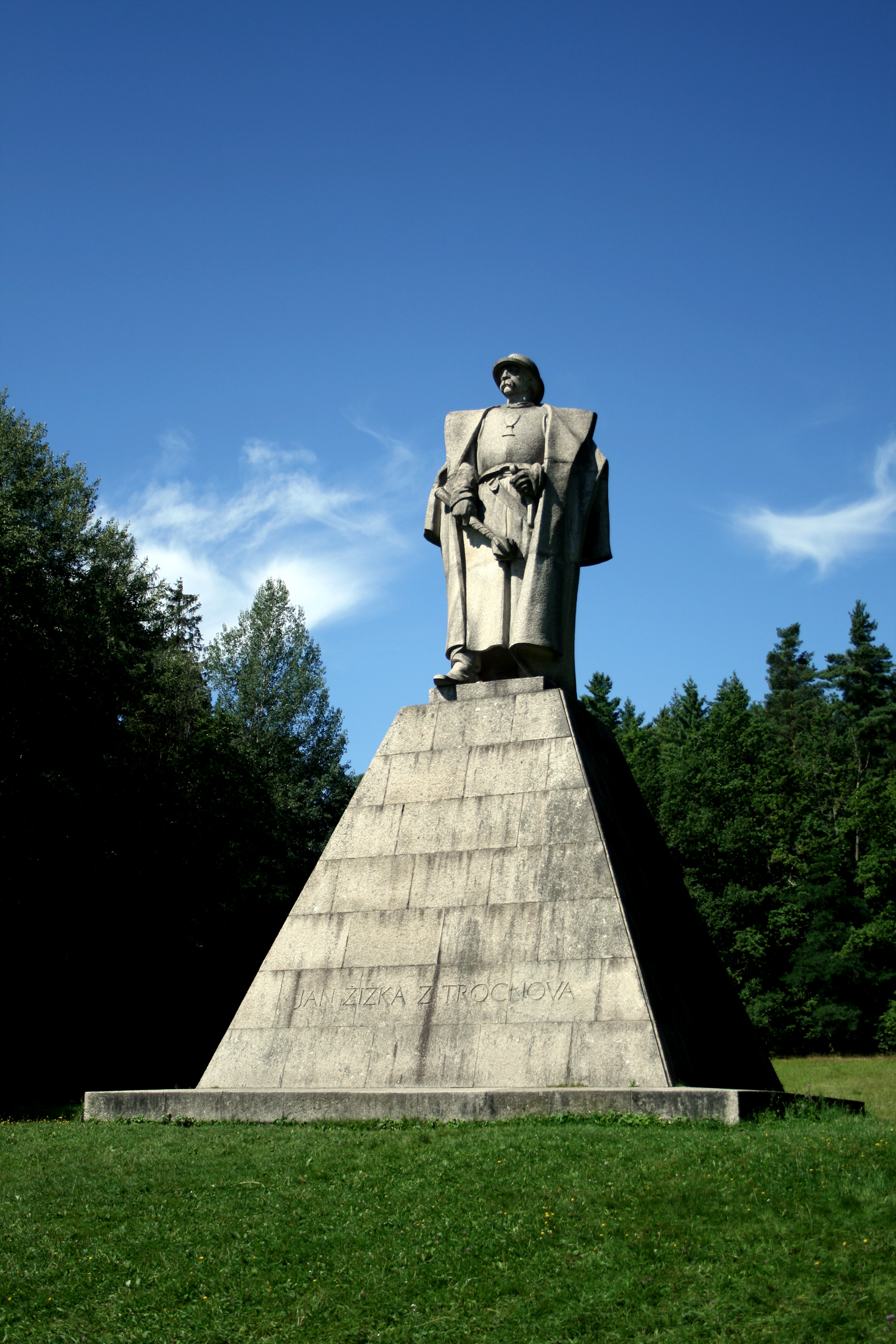
Denkmal für Jan Žižka

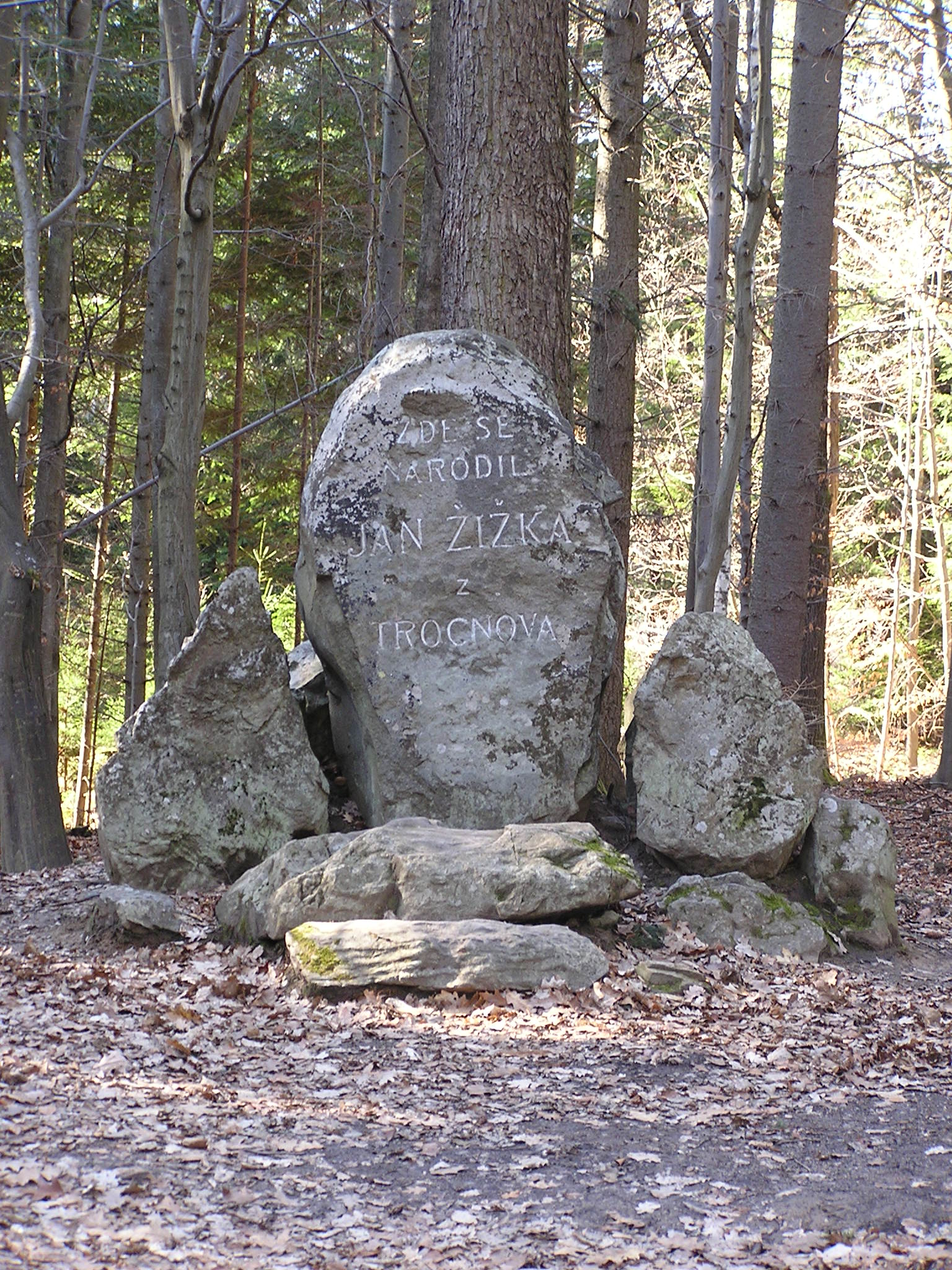
Gedenkstein am Standort der Žižka-Eiche

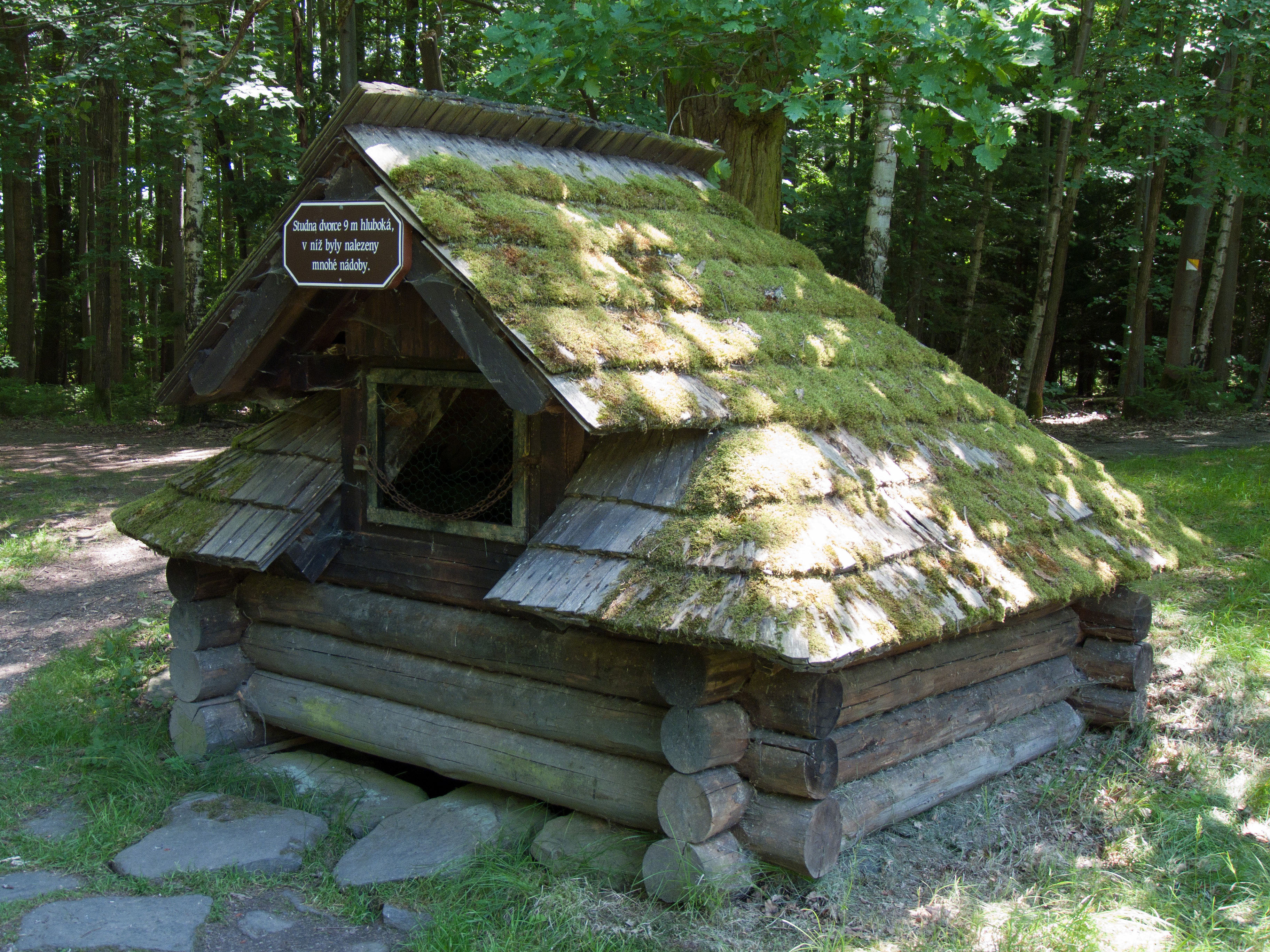
Brunnen am Hof von Mikeš Žižka

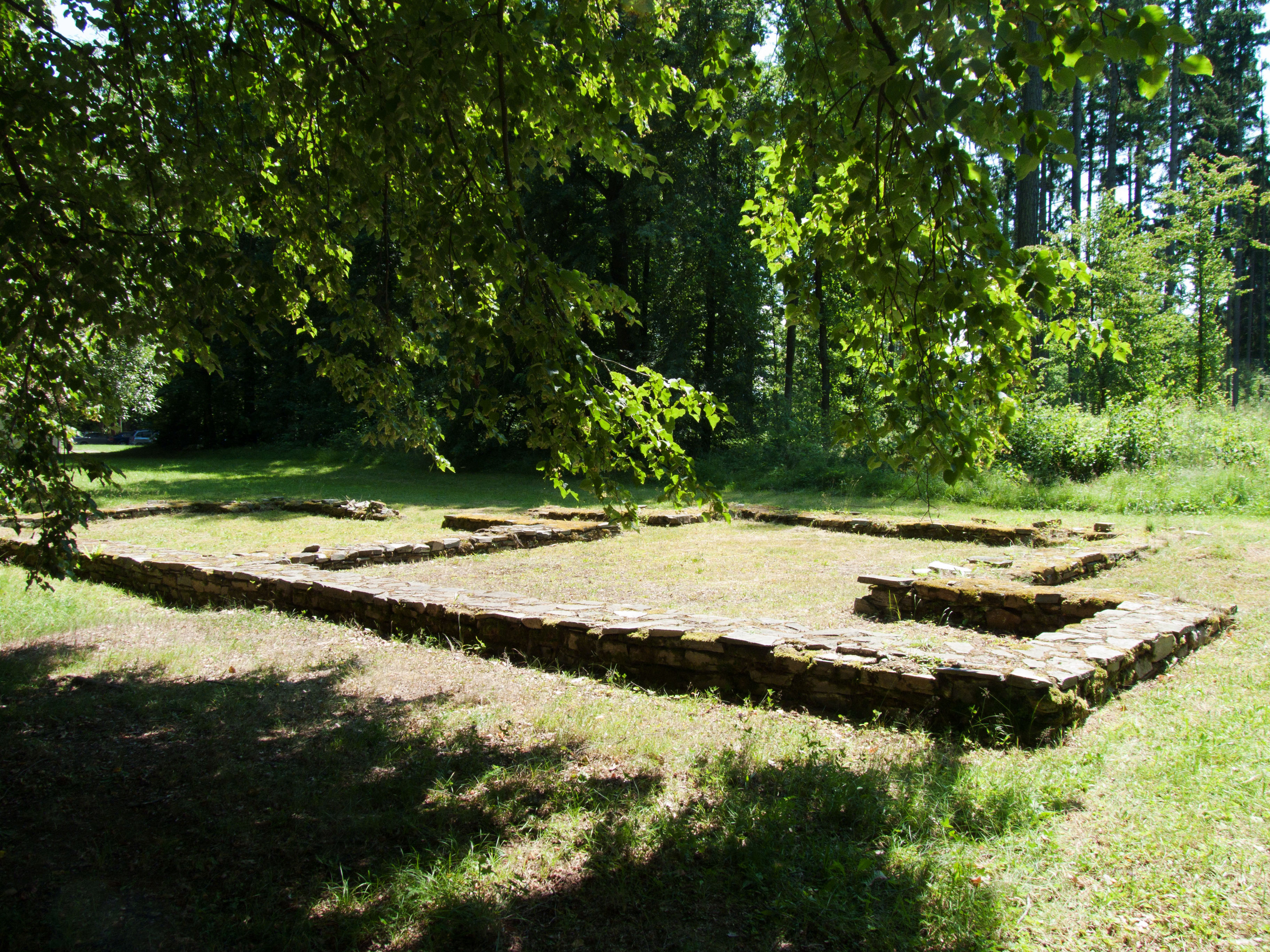
Grundmauern des Hofes von Jan Žižka

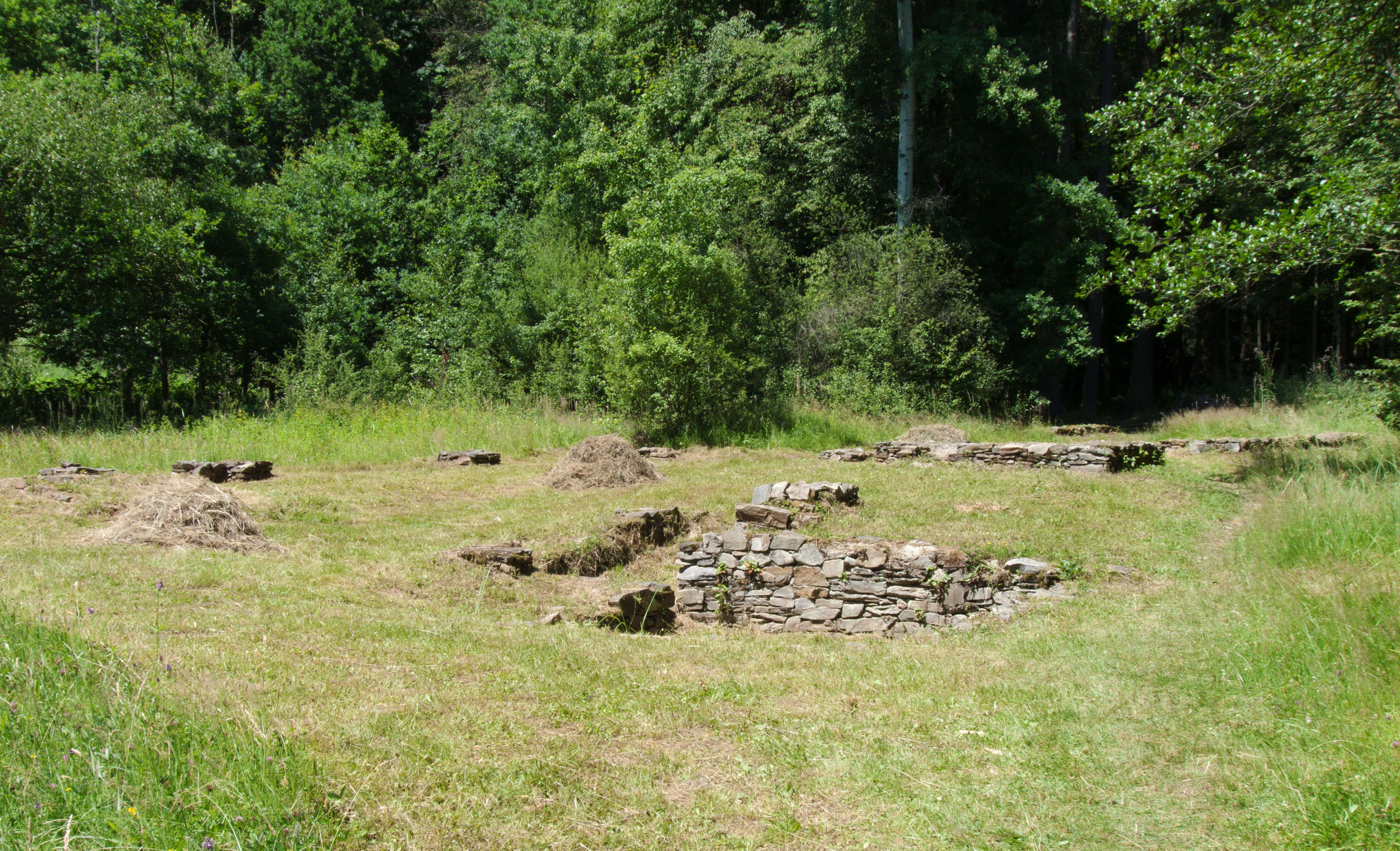
Grundmauern des Hofes von Mikeš Žižka

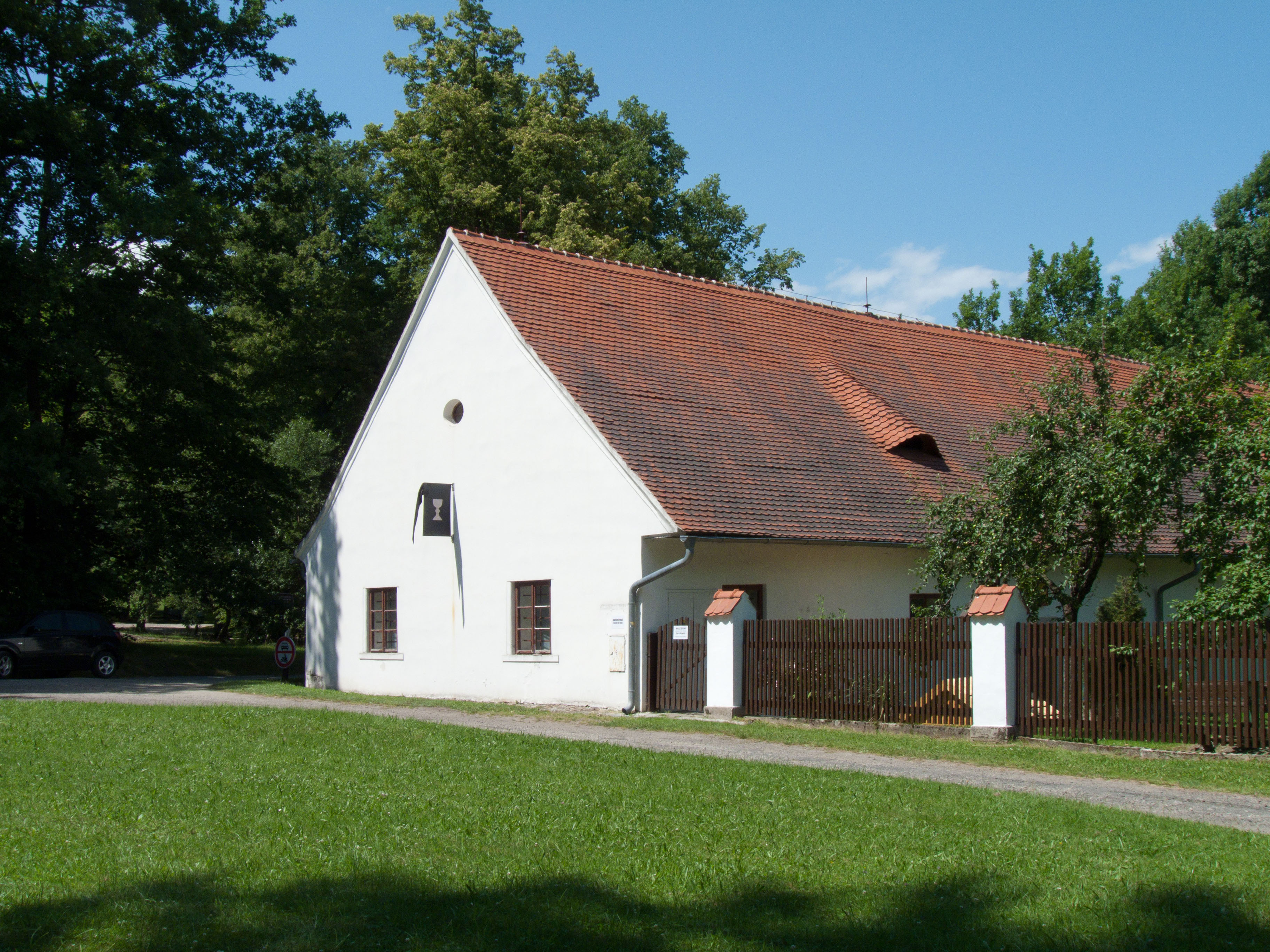
Museumsgebäude

Die Jan-Žižka-Geburtsstätte (tschechisch Žižkovo rodiště) ist ein Nationales Kulturdenkmal in Tschechien. Sie befindet sich zwei Kilometer südlich des Dorfes Trocnov (bis 1949 Záluží) an der Stelle des Hofes Trocznow.

## Geographie
Die Gedenkstätte liegt inmitten des Žižka-Waldes im Quellgrund eines rechten Zuflusses zum Bach Trocnovský potok an den Teichen Velký Trocnov und Malý Trocnov. Nördlich der Teiche befinden sich die Reste des Mikeš-Hofes (Mikšův dvorec), südlich die des väterlichen Hofes von Jan Žižka (Žižkův dvorec) mit dem Museum und dem Jan-Žižka-Monument. Gegen Westen steht der Gedenkstein für die Žižka-Eiche. Zur Gedenkstätte führt ein Abzweig von der Straße zwischen Trocnov und Ostrolovský Újezd.

## Geschichte

### Trocznow
Die aus zwei Höfen bestehende Ansiedlung Trocznow entstand wahrscheinlich im 14. Jahrhundert. Besitzer beider Höfe waren in der Mitte des 14. Jahrhunderts die kleinadligen Brüder Mikeš und Řehoř Žižka, die das Prädikat von Trocznow und einen Krebs im Wappen führten. Im Jahre 1359 oder 1360 wurde hier Jan Žižka als Sohn von Řehoř und Johana Žižka geboren und in Střížov getauft. Der Legende nach soll die Geburt während eines Unwetters unter einer mächtigen Eiche erfolgt sein. Im Jahre 1378 verkaufte Mikeš Žižka von Trocznow seinen Hof an Vilém Puček von Trautmans. Im Jahre 1484 verkaufte Oldřich von Dvorec das Gut Trocznow an das Augustinerkloster Forbes. Beide Höfe erloschen in dieser Zeit. Nach dem Dreißigjährigen Krieg war in Trocnow nur noch der Bauer Barta Tragenař ansässig. Dieser verkaufte seinen Hof 1654 für 100 Meißnische Schock an das Augustinerkloster Forbes, das den Hof mit dem anderen seit dem Krieg verlassenen zusammenlegte und südlich der erloschenen Žižkahöfe den Meierhof Trotzenau anlegen ließ. Da der Ort der tschechischen Bevölkerung als Gedenkort für den Hussitenführer Jan Žižka diente, ließ der Forbeser Propst Conrad Fischer 1682 die Žižka-Eiche fällen und an ihrer Stelle eine Johannes dem Täufer geweihte Kapelle erbauen. Diese erhielt die lateinische Inschrift Hic locus olim exosus Joannis nativitate Zizkae, nunc ex asse nativitati Joannis Baptistae (Dieser um der Geburt des Johann Žižka willen verhasste Ort ist nun gänzlich der Geburt Johannes des Täufers geweiht). Später wurde in der Kapelle eine weitere Inschrift angebracht: Jan Žižka z Trocnowa slepey zlé paměti tu se naradil (Johann Žižka von Trocnow der Blinde, bösen Andenkens, wurde hier geboren). Nach der Aufhebung des Klosters Forbes erwarb 1787 Joseph I. von Schwarzenberg die Klostergüter und bildete daraus das Allodialgut Forbes.
Nach der Aufhebung der Patrimonialherrschaften wurde der Meierhof Trotzenau ab 1850 Teil des Katasters von Záluží in der Gemeinde Radostin. In der Zeit der Nationalen Wiedergeburt der Tschechen entwickelte sich der Wunsch zur Errichtung eines Denkmals für Jan Žižka an dessen Geburtsstätte, den der Grundbesitzer Johann Adolf II. zu Schwarzenberg strikt ablehnte. Aus diesem Grunde wurde schließlich 1893 in Forbes ein Denkmal für Žižka errichtet. Wegen des zunehmenden öffentlichen Druckes bewilligte Adolf Joseph zu Schwarzenberg im Jahre 1908 anstelle der Kapelle des hl. Johannes von Nepomuk die Errichtung eines Gedenksteines für Jan Žižka.

### Gedenkstätte
Die Anfänge der Gedenkstätte liegen in dem 1908 errichteten Gedenkstein für Jan Žižka am früheren Standort der Žižka-Eiche. Nach der Gründung der Tschechoslowakei begannen unter der Leitung von Jan Petřík archäologische Untersuchungen, bei denen Reste des Hofes von Mikeš Žižka freigelegt und für den Hof von Jan Žižka gehalten wurden. Im Zuge der Bodenreform ging der Hof Trocnov 1923 in den Besitz des Staates über. 1956 wurden bei großflächigen Ausgrabungen unter Leitung des Archäologen Antonín Hejna vom Archäologischen Institut der Tschechoslowakischen Akademie der Wissenschaften (ČSAV) die Grundmauern des Hofes von Jan Žižka entdeckt und freigelegt. Zwischen 1957 und 1960 erfolgte eine Umgestaltung zum Museum der Hussitenbewegung. Der Bildhauer Josef Malejovský schuf von 1958 bis 1960 aus Liberecer Rosengranit ein zwölf Meter hohes Monumentaldenkmal für den Heerführer. Am Hof von Mikeš Žižka wurde ein neun Meter tiefer Brunnen freigelegt. In den Jahren 1974 und 1979 fanden auf dem Areal Festveranstaltungen anlässlich des 550. bzw. 555. Todestages von Jan Žižka statt. Zudem entstand ein Museum zur Geschichte der Hussitenbewegung. Seit 1960 gilt die Jan-Žižka-Geburtsstätte als Denkmal und seit 1978 als Nationales Kulturdenkmal.